# チュマ・オキキ
チュマ・オキキ（Chuma Okeke）ことチュクマ・ジュリアン・オキキ（Chukwuma Julian Okeke、1998年8月18日 - ）は、アメリカ合衆国・ジョージア州アトランタ出身のバスケットボール選手。ポジションはパワーフォワード。

## 来歴

### カレッジ
オーバーン大学2年目の2018-19シーズンにエースとして活躍し、2019年のNCAAトーナメントに出場したが、ノースカロライナ大学との2回戦で左膝の前十字靭帯を断裂。チームはその後ベスト4まで勝ち上がったが、オキキは残りの試合を欠場した。シーズン終了後、2019年のNBAドラフトにアーリーエントリーした。

### NBA

#### オーランド・マジック
当初はロッタリーピック (14位以内) での指名が予想されていたが、前述の靭帯断裂の影響を懸念し指名を見送るチームが多く、最終的には1巡目全体16位でオーランド・マジックから指名された。
1年目となる2019-20シーズンは怪我の影響で全休することが決定していたため、ルーキー契約が2年目から始まるように、Gリーグに配属された。この年は公式戦に出場することはなく、Gリーグのレイクランド・マジックの施設でリハビリを続けた。
2020-21シーズンは怪我から回復し、2020年11月16日にマジックとの契約に合意した。その後、12月24日のマイアミ・ヒート戦でNBAデビューを果たした。2021年3月26日のポートランド・トレイルブレイザーズ戦で22得点を記録したが、チームは105-112で敗れた。
2021-22シーズン、2022年2月25日のヒューストン・ロケッツ戦でキャリアハイとなる26得点を含む9リバウンド、4アシスト、3スティール、1ブロックを記録し、チームは119-111で勝利した。

#### ニューヨーク・ニックス
2024-25シーズン、2024年8月1日にニューヨーク・ニックスとの契約に合意した。

## 個人成績

### NBA

#### レギュラーシーズン
| シーズン | チーム | GP  | GS | MPG  | FG%  | 3P%  | FT%  | RPG | APG | SPG | BPG | PPG |
| -------- | ------ | --- | -- | ---- | ---- | ---- | ---- | --- | --- | --- | --- | --- |
| 2020–21  | ORL    | 45  | 19 | 25.2 | .417 | .348 | .750 | 4.0 | 2.2 | 1.1 | .5  | 7.8 |
| 2021–22  | ORL    | 70  | 20 | 25.0 | .376 | .318 | .846 | 5.0 | 1.7 | 1.4 | .6  | 8.6 |
| 2022–23  | ORL    | 27  | 8  | 19.2 | .352 | .302 | .762 | 3.6 | 1.4 | .7  | .4  | 4.7 |
| 2023–24  | ORL    | 47  | 8  | 9.2  | .357 | .280 | .571 | 1.7 | .4  | .2  | .1  | 2.3 |
| 通算     | 通算   | 189 | 55 | 20.3 | .383 | .318 | .789 | 3.7 | 1.5 | .9  | .4  | 6.3 |

#### プレーオフ
| シーズン | チーム | GP | GS | MPG | FG%  | 3P%  | FT%   | RPG | APG | SPG | BPG | PPG |
| -------- | ------ | -- | -- | --- | ---- | ---- | ----- | --- | --- | --- | --- | --- |
| 2024     | ORL    | 2  | 0  | 4.9 | .667 | .500 | 1.000 | .0  | .5  | .0  | .0  | 3.0 |
| 通算     | 通算   | 2  | 0  | 4.9 | .667 | .500 | 1.000 | .0  | .5  | .0  | .0  | 3.0 |

### カレッジ
| シーズン | チーム     | GP | GS | MPG  | FG%  | 3P%  | FT%  | RPG | APG | SPG | BPG | PPG  |
| -------- | ---------- | -- | -- | ---- | ---- | ---- | ---- | --- | --- | --- | --- | ---- |
| 2017–18  | オーバーン | 34 | 0  | 21.6 | .458 | .391 | .673 | 5.8 | 1.1 | .7  | .7  | 7.5  |
| 2018–19  | オーバーン | 38 | 38 | 29.1 | .496 | .387 | .722 | 6.8 | 1.9 | 1.8 | 1.2 | 12.0 |
| 通算     | 通算       | 72 | 38 | 25.5 | .481 | .389 | .703 | 6.3 | 1.5 | 1.3 | 1.0 | 9.9  |